# شارل گویو (دوچرخه‌سوار)
شارل گویو (انگلیسی: Charles Guyot; ۴ اوت ۱۸۹۰ – ۳۰ آوریل ۱۹۵۸) دوچرخه‌سوار اهل سوئیس بود.